# 白俄羅斯21歲以下國家足球隊
白俄羅斯21歲以下國家足球隊（Belarus national under-21 football team，簡稱白俄羅斯U21） 是白俄羅斯的21歲以下國家足球代表隊，由白俄羅斯足球總會組織，為1991年苏联解体後分裂出來的球隊之一，參加每兩年舉辦一次的歐洲U-21足球錦標賽。

## 競賽歷史
白俄羅斯U21曾分別於2004年及2009年晉身歐洲U-21足球錦標賽決賽週，但同於分組賽止步。

### 歐青盃歷屆成績
| 年度   | 主辦國   | 冠軍     | 成績        |
| ------ | -------- | -------- | ----------- |
| 1978年 | 主客制   | 南斯拉夫 | 隸屬蘇聯    |
| 1980年 | 主客制   | 蘇聯     | 隸屬蘇聯    |
| 1982年 | 主客制   | 英格蘭   | 隸屬蘇聯    |
| 1984年 | 主客制   | 英格蘭   | 隸屬蘇聯    |
| 1986年 | 主客制   | 西班牙   | 隸屬蘇聯    |
| 1988年 | 主客制   | 法國     | 隸屬蘇聯    |
| 1990年 | 主客制   | 蘇聯     | 隸屬蘇聯    |
| 1992年 | 主客制   | 義大利   | 隸屬蘇聯    |
| 1994年 | 法國     | 義大利   | 沒有參賽    |
| 1996年 | 西班牙   | 義大利   | 外圍賽出局  |
| 1998年 | 羅馬尼亞 | 西班牙   | 外圍賽出局  |
| 2000年 | 斯洛伐克 | 義大利   | 外圍賽出局  |
| 2002年 | 瑞士     | 捷克     | 外圍賽出局  |
| 2004年 | 德国     | 義大利   | 分組賽〔1〕 |
| 2006年 | 葡萄牙   | 荷蘭     | 外圍賽出局  |
| 2007年 | 荷蘭     | 荷蘭     | 外圍賽出局  |
| 2009年 | 瑞典     | 德國     | 分組賽〔2〕 |
| 2011年 | 丹麦     |          |             |

## 外部連結
- 歐洲足協U-21網站 （页面存档备份，存于）
- RSSSF：歐青盃全紀錄 （页面存档备份，存于）